# Crescent Vårgårda TTT 2017
La 10.ª edición de la prueba contrarreloj por equipos Crescent Vårgårda TTT  se celebró el 11 de agosto de 2017 sobre un recorrido de 42,5 km con inicio y final en la comuna de Herrljunga en Suecia.
La carrera hizo parte del UCI WorldTour Femenino 2017 como competencia de categoría 1.WWT del calendario ciclístico de máximo nivel mundial siendo la decimosexta carrera de dicho circuito y fue ganada por el equipo neerlandés Boels Dolmans. El podio lo completaron los equipos alemanes Cervélo-Bigla y Canyon Sram Racing.

## Equipos
Tomaron parte en la carrera un total de 23 equipos, de los cuales 20 fueron equipos de categoría UCI Team Femenino invitados por la organización y 3 selecciones nacionales de los cuales 21 terminaron la carrera. Los equipos participantes fueron:
| Equipos femeninos (20)- Alé Cipollini Galassia - BePink Cogeas - Boels Dolmans - BTC City Ljubljana - Canyon Sram Racing - Cervélo Bigla - Cylance Pro Cycling - Drops - FDJ-Nouvelle Aquitaine-Futuroscope - Hitec Products - Lares-Waowdeals Women Cycling Team - Lensworld-Kuota - Lotto Soudal - Orica-Scott - Servetto Giusta - Sport Vlaanderen-Etixx - Sunweb - VéloCONCEPT Women - Wiggle High5 - WM3 Pro Cycling Equipos nacionales (3)- Australia - Noruega - Suecia |
| |

## Clasificaciones finales
Las clasificaciones finalizaron de la siguiente forma:

### Clasificación general
| \| Clasificación general \| Clasificación general \| Clasificación general \| Clasificación general \| Clasificación general \| Clasificación general \| \| Equipo \| Equipo \| Tiempo \| Diferencia \| Promedio \| \| \| --------------------- \| ---------------------------------- \| --------------------- \| --------------------- \| --------------------- \| --------------------- \| \| 1.º \| Boels Dolmans \| 52 min 39 s \| 0 s \| 49.003 km/h \| \| \| 2.º \| Cervélo Bigla \| 52 min 52 s \| + 13 s \| 48.802 km/h \| \| \| 3.º \| Canyon Sram Racing \| 53 min 30 s \| + 51 s \| 48.224 km/h \| \| \| 4.º \| Sunweb \| 54 min 02 s \| + 1 min 23 s \| 47.748 km/h \| \| \| 5.º \| Wiggle High5 \| 54 min 47 s \| + 2 min 08 s \| 47.095 km/h \| \| \| 6.º \| VéloCONCEPT Women \| 55 min 01 s \| + 2 min 22 s \| 46.895 km/h \| \| \| 7.º \| WM3 Pro Cycling \| 55 min 05 s \| + 2 min 26 s \| 46.838 km/h \| \| \| 8.º \| FDJ-Nouvelle Aquitaine-Futuroscope \| 55 min 12 s \| + 2 min 33 s \| 46.739 km/h \| \| \| 9.º \| Hitec Products \| 55 min 45 s \| + 3 min 06 s \| 46.278 km/h \| \| \| 10.º \| BTC City Ljubljana \| 55 min 47 s \| + 3 min 08 s \| 46.250 km/h \| \| \| 11.º \| Australia \| 55 min 56 s \| + 3 min 17 s \| 46.126 km/h \| \| \| 12.º \| BePink Cogeas \| 56 min 00 s \| + 3 min 21 s \| 46.071 km/h \| \| \| 13.º \| Cylance Pro Cycling \| 56 min 04 s \| + 3 min 25 s \| 46.017 km/h \| \| \| 14.º \| Alé Cipollini Galassia \| 56 min 08 s \| + 3 min 29 s \| 45.962 km/h \| \| \| 15.º \| Lotto Soudal \| 57 min 21 s \| + 4 min 42 s \| 44.987 km/h \| \| \| 16.º \| Drops \| 57 min 36 s \| + 4 min 57 s \| 44.792 km/h \| \| \| 17.º \| Lensworld-Kuota \| 57 min 53 s \| + 5 min 14 s \| 44.572 km/h \| \| \| 18.º \| Servetto Giusta \| 58 min 08 s \| + 5 min 29 s \| 44.381 km/h \| \| \| 19.º \| Lares-Waowdeals Women Cycling Team \| 58 min 09 s \| + 5 min 30 s \| 44.368 km/h \| \| \| 20.º \| Noruega \| 58 min 16 s \| + 5 min 37 s \| 44.279 km/h \| \| \| 21.º \| Sport Vlaanderen-Etixx \| 59 min 16 s \| + 6 min 37 s \| 43.532 km/h \| \| |                                    |             |              |             |
| |                                    |             |              |             |
| Fuente: ProCyclingStats |                                    |             |              |             |
| Clasificación general |                                    |             |              |             |
| Equipo | Equipo                             | Tiempo      | Diferencia   | Promedio    |
| 1.º | Boels Dolmans                      | 52 min 39 s | 0 s          | 49.003 km/h |
| 2.º | Cervélo Bigla                      | 52 min 52 s | + 13 s       | 48.802 km/h |
| 3.º | Canyon Sram Racing                 | 53 min 30 s | + 51 s       | 48.224 km/h |
| 4.º | Sunweb                             | 54 min 02 s | + 1 min 23 s | 47.748 km/h |
| 5.º | Wiggle High5                       | 54 min 47 s | + 2 min 08 s | 47.095 km/h |
| 6.º | VéloCONCEPT Women                  | 55 min 01 s | + 2 min 22 s | 46.895 km/h |
| 7.º | WM3 Pro Cycling                    | 55 min 05 s | + 2 min 26 s | 46.838 km/h |
| 8.º | FDJ-Nouvelle Aquitaine-Futuroscope | 55 min 12 s | + 2 min 33 s | 46.739 km/h |
| 9.º | Hitec Products                     | 55 min 45 s | + 3 min 06 s | 46.278 km/h |
| 10.º | BTC City Ljubljana                 | 55 min 47 s | + 3 min 08 s | 46.250 km/h |
| 11.º | Australia                          | 55 min 56 s | + 3 min 17 s | 46.126 km/h |
| 12.º | BePink Cogeas                      | 56 min 00 s | + 3 min 21 s | 46.071 km/h |
| 13.º | Cylance Pro Cycling                | 56 min 04 s | + 3 min 25 s | 46.017 km/h |
| 14.º | Alé Cipollini Galassia             | 56 min 08 s | + 3 min 29 s | 45.962 km/h |
| 15.º | Lotto Soudal                       | 57 min 21 s | + 4 min 42 s | 44.987 km/h |
| 16.º | Drops                              | 57 min 36 s | + 4 min 57 s | 44.792 km/h |
| 17.º | Lensworld-Kuota                    | 57 min 53 s | + 5 min 14 s | 44.572 km/h |
| 18.º | Servetto Giusta                    | 58 min 08 s | + 5 min 29 s | 44.381 km/h |
| 19.º | Lares-Waowdeals Women Cycling Team | 58 min 09 s | + 5 min 30 s | 44.368 km/h |
| 20.º | Noruega                            | 58 min 16 s | + 5 min 37 s | 44.279 km/h |
| 21.º | Sport Vlaanderen-Etixx             | 59 min 16 s | + 6 min 37 s | 43.532 km/h |